# Bab's Burglar
Bab's Burglar é um filme norte-americano de 1917, do gênero comédia romântica, dirigido por J. Searle Dawley para a Paramount Pictures, com roteiro baseado no conto "Bab's Burglar", de Mary Roberts Rinehart, publicado no Saturday Evening Post em 12 de maio daquele ano.

## Elenco
- Marguerite Clark - Bab Archibald
- Leone Morgan - Jane Raleigh
- Richard Barthelmess - Tommy Gray
- Frank Losee - Sr. Archibald
- Isabel O'Madigan - Sra. Archibald
- Helen Greene - Leila Archibald
- Nigel Barrie - Carter Brooks
- Guy Coombs - Harry
- George Odell
- William Hinckley
- Daisy Belmore